# Liste der denkmalgeschützten Objekte in Břežany (Klatovy)
Grundlage dieser Liste der denkmalgeschützten Objekte in Břežany ist die ÚSKP-Liste (Ústřední seznam kulturních památek České republiky, deutsch Zentrale Liste der Kulturdenkmäler der Tschechischen Republik), die von der tschechischen Denkmalschutzbehörde NPÚ (Národní památkový ústav, deutsch Nationale Denkmalbehörde) seit 1987 geführt wird und an die seit dem Jahr 1850 geschaffenen Listen anschließt.

## Denkmalgeschützte Objekte nach Ortsteilen
| Lage | Objekt                            | Beschreibung | ÚSKP-Nr.                  | Bild                         |
| --- | --------------------------------- | --- | ------------------------- | ---------------------------- |
| Břežany, Břežany 1, Dorfplatz (Standort) | Gehöft Nr. 1                      | Landhaus: Wohnhaus mit barockem Giebel und eingeschossigem Getreidespeicher mit einer Kammer im ersten Stock, Stallungen, Scheune, Vorgarten mit Zaun | 27894/4-2781 Info Katalog | Gehöft Nr. 1                 |
| Břežany, Břežany 50, Dorfplatz (Standort) | Gehöft Nr. 50                     | Landgut: Wohnhaus mit Barockgiebel und angrenzenden Scheunen, Vorgarten. | 39863/4-2787 Info Katalog | Gehöft Nr. 50                |
| Břežany, Břežany 2, Dorfplatz (Standort) | Gehöft Nr. 2                      | Landhaus: Wohnhaus in Giebelausrichtung, Scheune im Hof, Vorgarten | 16158/4-2782 Info Katalog | Gehöft Nr. 2                 |
| Břežany, Břežany 3, Dorfplatz (Standort) | Gehöft Nr. 3                      | Landhaus: Wohnhaus mit Barockgiebel und Scheunen, Heuboden, Schuppen, Tor, Vorgarten, Garten. | 46303/4-2783 Info Katalog | Gehöft Nr. 3                 |
| Břežany, Břežany 4, Dorfplatz (Standort) | Gehöft Nr. 4                      | Landhaus: Wohnhaus mit Barockgiebel und Scheune, Schuppen, Umfassungsmauer, Vorgarten | 33974/4-2784 Info Katalog | Gehöft Nr. 4                 |
| Břežany, Břežany 118 (Standort) | Schule                            | Schule, Garten, von 1895 nach dem Entwurf des Baumeisters Daniel Majer. | 105804 Info Katalog       | weitere Bilder               |
| Břežany, Břežany 33, Dorfplatz (Standort) | Getreidespeicher Haus Nr. 33      | Landhaus, Getreidespeicher, Keller. | 44185/4-4323 Info Katalog | Getreidespeicher Haus Nr. 33 |
| Břežany, za Nr. 41, Nr. 2287/10 (Standort) | Marterl                           | 320 cm hoher Barockschrein vom Säulentyp aus grobkörnigem Sandstein von 1738, in der Region nicht sehr zahlreich. Der prismatische Stiel wächst aus einem kleinen Sockel, der von einem quadratischen Sockel getragen wird, und setzt sich mit einem viereckigen Kopf fort, der das Motiv eines Tabernakels aufnimmt, in den ein Kreuz eingraviert ist, auf dessen Oberseite ein geschmiedetes Zweiarmkreuz.                                       | 44184/4-4295 Info Katalog | Marterl                      |
| Břežany, südöstlich der Ortschaft, an der Landstraße nach Malý Bor, Nr. 2777 (Standort)                                                                          | Marterl                           | Barocke, 400 cm hohe, schlanke Granitschreinsäule mit unleserlicher Datierung von 1738. Der prismatische Stiel wächst auf einem kleinen Sockel und setzt sich mit einem viereckigen Kopf fort, der auf dem Motiv eines Tabernakels basiert. An den Seiten des Säulenkopfes befinden sich undeutliche Reliefspuren; auf seiner Oberseite zweiarmiges geschmiedetes Kreuz.                                                                           | 25704/4-2788 Info Katalog | Marterl                      |
| Břežany, im Wald östlich des Dorfes in Richtung Maly Bor, Nr. 103, Nr. 2021/2 (Standort)                                                                         | St.-Anna-Kapelle                  | Kapelle St. Anne, Gedenkkreuz, Opferstock aus Stein. Abgelegene Barockkapelle auf rechteckigem Grundriss mit versetztem Presbyterium und dreieckigem Giebel mit ausgeschnittenen Flügeln und gewölbtem Anbau. Steinportal aus dem Jahr 1760. In einigen Dokumenten wurde 1691 eine Kapelle erwähnt. Am Eingang der Kapelle, rechts vom Eingang, befindet sich ein Steinkasten - eine Säule mit gravierter viereckiger Rosette und Jahreszahl 1706. | 20492/4-2789 Info Katalog | St.-Anna-Kapelle             |
| Břežany, im Wald Slavník, auf dem Südhang des Berges Slavník ungefähr 600 m südsüdost vom Gipfel, ungefähr 2 km nordnordost vom Dorfplatz, Nr. 2286/1 (Standort) | Der Opferaltar und der Opferstein | Megalithsteinaltar, bestehend aus drei übereinander gestapelten flachen Felsblöcken, auf der Vorderseite des mittelgroßen Steins ein markantes, breites, flaches Loch mit einer Rinne. Zeugnis für die keltische Siedlung Horažďovice. | 33518/4-2790 Info Katalog | BW                           |